# Dollhouse (EP)
Dollhouse é o primeiro extended play (EP) da cantora e compositora estadunidense Melanie Martinez. O seu lançamento ocorreu em 19 de maio de 2014, através da Atlantic Records. A cantora divulgou que estava trabalhando em um novo material, no início de 2013. Em abril de 2014, a mesma anunciou que firmou contrato com a gravadora Atlantic. Musicalmente, as canções de Dollhouse incorporam estilos sonoros como o pop e o hip hop alternativo. Como o projeto foi lançado apenas nos Estados Unidos, teve somente uma posição nas paradas musicais, desempenhando-se na Heatseeker Albums Chart, em quarto lugar.

## Antecedentes
Em 2012, a cantora teve destaque participando da terceira temporada do programa de televisão americano The Voice. Ela fez sua primeira apresentação, a qual cantou "Toxic", de Britney Spears. Três dos quatro juízes apertaram para ela o botão de escolha, sendo um deles Adam Levine, o qual Martinez escolheu para ser seu treinador. No começo de dezembro de 2012, Melanie saiu quando havia apenas seis pessoas no talent show, e, mais tarde, comentou que não iria lançar um álbum após a temporada, mas que iria se inspirar em cantores do indie folk para fazer o mesmo, e em cantores como Lana Del Rey e Kimbra. Em 2013, Martinez começou a gravar músicas independentes, e anunciou que estava trabalhando em um EP. Em 7 de abril de 2014, ela divulgou que havia firmado contrato com a gravadora Atlantic, a qual lançou o produto.

## Composição
O EP inicia-se com a faixa-título "Dollhouse" que, segundo a partitura publicada pela Alfred Publishing, foi escrita na chave de dó menor, e tem um metrônomo de 65 batidas por minuto. A mesma fala sobre uma família que parece ser perfeita olhando para fora, e que, dentro de casa, existem alguns problemas, como o do pai da protagonista trair sua mãe. A segunda faixa, "Carousel", é uma faixa que fala sobre estar perseguindo alguém que nunca vai retribuir o seu amor. Em entrevista a Billboard, Martinez disse que a canção "é sobre eu estar apaixonada por alguém e estar vivendo tudo de novo". Melanie disse que a terceira faixa do disco, intitulada "Dead to Me", é ela "tentando eliminar essa pessoa de meu cérebro, a matando em minha mente". Ela usa estereótipos associados com a morte, como uma metáfora para seu ex-amante sobre ele ser "morto para ela". Quarta e última faixa da obra, "Bittersweet Tragedy", para Martinez, "resume todo o relacionamento, que foi definitivamente agridoce e houve momentos onde eu estava apenas focando as partes doces, mas não reparava como azedo ele é". Ela também falou que "essa é a música final, porque ela também resume o EP inteiro".

## Singles

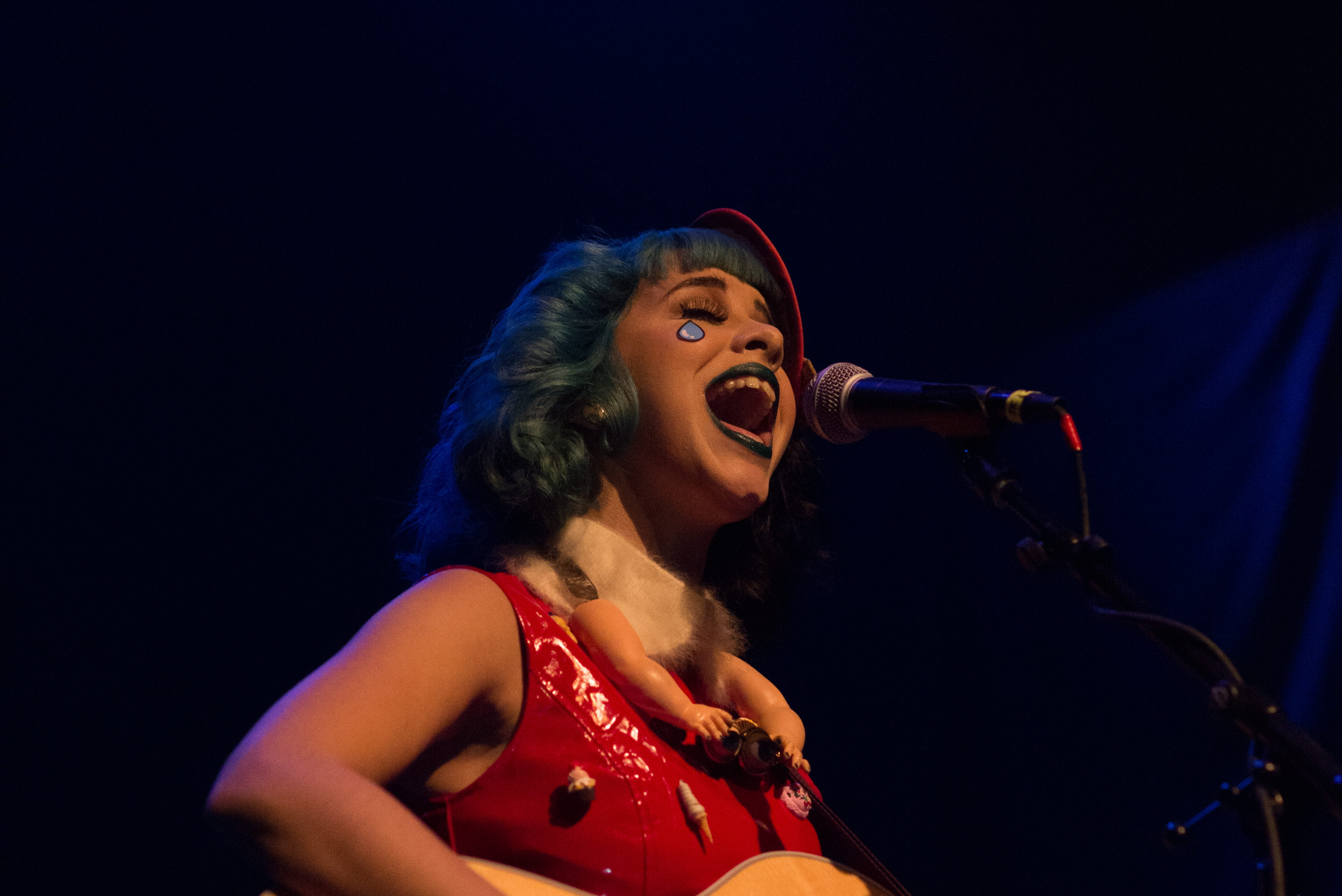
Martinez apresentando-se no Gramercy Theater, em fevereiro de 2014, onde cantou os únicos dois singles do EP.

"Dollhouse" foi lançada como o primeiro single do EP digitalmente em 10 de fevereiro de 2014. Composto e produzido por Kinetics & One Love, se tornou a canção de maior sucesso de Martinez, apesar de ter entrado em nenhuma parada musical. O vídeo musical, dirigido por Nathan Scialom e Tom McNamara, teve o tema das letras da canção incorporado. Chegou a contabilizar, em setembro de 2015, mais de 21 milhões de visualizações no canal da cantora no YouTube. Foi feito um vídeo ao vivo da canção, para o site de Perez Hilton.
O segundo single, "Carousel", foi lançado em 24 de novembro de 2014, através de um EP de remixes também digital. Teve mais notoriedade do que o primeiro, por participar dos teasers da série American Horror Story: Freak Show. Seu vídeo, dirigido por Adam Donald, foi lançado somente em outubro de 2014, descrito pela Yahoo! Music como "retratando um romance condenado que literalmente gira fora de controle no escuro", também dizendo que ""Carousel" é um passeio selvagem". Como o single teve mais destaque, ficou na parada musical Billboard Digital Songs, na 119ª posição, sendo a mais baixa que Martinez conseguiu ter na tabela, e na Billboard Alternative Digital Songs, na nona posição.

## Lista de faixas
O EP tem 4 faixas. "Dollhouse" e "Carousel" entraram na lista de faixas do produto sucessor de Martinez, cujo projeto foi feito no formato de álbum e intitulado de Cry Baby.
| Dollhouse      |                       |                                                |                     |         |  |
| N.º            | Título                | Compositor(es)                                 | Produtor(es)        | Duração |  |
| 1.             | "Dollhouse"           | Melanie Martinez Jeremy Dussolliet Tim Sommers | Kinetics & One Love | 3:51    |  |
| 2.             | "Carousel"            | Martinez Dussolliet Sommers                    | Kinetics & One Love | 3:50    |  |
| 3.             | "Dead to Me"          | Martinez Dussolliet Sommers                    | Kinetics & One Love | 3:30    |  |
| 4.             | "Bittersweet Tragedy" | Martinez Daniel Omelio                         | Robopop             | 4:48    |  |
| Duração total: | Duração total:        | Duração total:                                 | Duração total:      | 16:01   |  |

| Vídeo musical bônus da iTunes Store |                |                               |         |  |
| N.º                                 | Título         | Diretor(es)                   | Duração |  |
| 5.                                  | "Dollhouse"    | Nathan Scialom & Tom McNamara | 4:27    |  |
| Duração total:                      | Duração total: | Duração total:                | 20:28   |  |

## Desempenho nas paradas musicais
Dollhouse conseguiu desempenhar-se apenas na Heatseeker Albums Chart, onde estreou no quarto posto, na edição de 7 de junho de 2014.
| Tabela musical (2014)                              | Melhor posição |
| -------------------------------------------------- | -------------- |
| Estados Unidos (Billboard Heatseeker Albums Chart) | 4              |